# Chelonodon patoca
Chelonodon patoca е вид лъчеперка от семейство Tetraodontidae. Видът не е застрашен от изчезване.

## Разпространение и местообитание
Разпространен е в Австралия, Бангладеш, Бахрейн, Британска индоокеанска територия, Виетнам, Индия (Андамански и Никобарски острови), Индонезия, Ирак, Иран, Камбоджа, Катар, Китай, Кувейт, Малайзия, Малдиви, Мианмар, Обединени арабски емирства, Оман, Пакистан, Папуа Нова Гвинея, Параселски острови, Провинции в КНР, Саудитска Арабия, Сингапур, Острови Спратли, Тайван, Тайланд, Филипини, Шри Ланка, Южна Корея и Япония.
Обитава сладководни и полусолени басейни, морета и рифове. Среща се на дълбочина от 0,5 до 43 m, при температура на водата от 26,5 до 29 °C и соленост 34,1 – 35,1 ‰.

## Описание
На дължина достигат до 38 cm.